# Affaire des sonnets
L’Affaire des sonnets désigne un échange de sonnets qui eut lieu, au XVIIe siècle entre les ennemis et les amis de Racine durant la cabale contre Phèdre et Hippolyte en 1677.
On attribua la paternité du sonnet qui déclencha les hostilités au duc de Nevers puis à Antoinette Des Houlières. C’était une maligne et spirituelle analyse, aussi exacte que peut l’être une parodie. Le premier tercet, à propos duquel la lutte prit le plus de vivacité, n’était pas seulement une plaisanterie assez peu délicate contre une actrice petite, grosse et blonde, Anne d'Ennebaut, l’arrière-petite-fille de Montfleury et femme de Nicolas Desmares. C’était surtout une allusion au reproche adressé à Racine d’avoir fait Hippolyte amoureux sans raison ni vraisemblance.

## Les sonnets

### Premier sonnet
Dans un fauteuil doré, Phèdre, tremblante et blême,
Dit des vers où d’abord personne n’entend rien.
Sa nourrice lui fait un sermon fort chrétien
Contre l’affreux dessein d’attenter sur soi-même.
Hippolyte la hait presque autant qu’elle l’aime ;
Rien ne change son cœur et son chaste maintien.
Sa nourrice l’accuse, elle s’en punit bien.
Thésée est pour son fils d’une rigueur extrême.
Une grosse Aricie, au teint rouge, aux crins blonds,
N’est là que pour montrer deux énormes tétons,
Que, malgré sa froideur, Hippolyte idolâtre.
Il meurt enfin, traîné par ses coursiers ingrats,
Et Phèdre, après avoir pris de la mort-aux-rats,
Vient, en se confessant, mourir sur le théâtre.
Que le duc de Nevers ait ou non été l’auteur de cette méchanceté versifiée, c’est contre lui que les amis de Boileau et de Racine, sinon, comme on le crut, Boileau et Racine eux-mêmes, dirigèrent leur réponse, sous la forme d’un sonnet reprenant les mêmes rimes. Nevers, sous le nom de Damon, n’y était pas seulement raillé de ses prétentions ou de son mauvais goût littéraire ; il était attaqué dans sa vie aventureuse et galante et accusé de mœurs incestueuses.

### Second sonnet
Dans un palais doré, Damon, jaloux et blême,
Fait des vers où jamais personne n’entend rien :
Il n’est ni courtisan, ni guerrier, ni chrétien,
Et souvent, pour rimer, il s’enferme lui-même.
La muse, par malheur, le hait autant qu’il l’aime.
II a d’un franc poète et l’air et le maintien ;
II veut juger de tout et n’en juge pas bien.
Il a pour le phébus une tendresse extrême.
Une sœur vagabonde, aux crins plus noirs que blonds,
Va, dans toutes les cours, promener ses tétons.
Dont, malgré son pays, Damon est idolâtre.
Il se tue à rimer pour des lecteurs ingrats.
L’Énéide, à son goût, est de la mort-aux-rats,
Et, selon lui, Pradon est le roi du théâtre.
Cette réponse violente et injurieuse fut désavouée par Racine et Boileau qui en nommèrent plus tard les auteurs : le comte de Fiesque (Jean-Louis-Marie, né vers 1647-† 1708, fils de Charles-Léon), le marquis d’Effiat (Antoine Coëffier-Ruzé d'Effiat, 1639-1719, proche de Monsieur, fils de Martin et petit-fils d'autre Antoine), Guilleragues, de Manicamp (Bernard de Longueval marquis de Manicamp, vers 1620-1684) ; elle leur attira néanmoins, de la part du duc de Nevers, une vive et hautaine réplique sous la forme d’un troisième sonnet, toujours sur les mêmes rimes, dont il est facile d’excuser les conclusions menaçantes.

### Troisième sonnet
Racine et Despréaux, l’air triste et le teint blême,
Viennent demander grâce et ne confessent rien ;
II faut leur pardonner, parce qu’on est chrétien,
Mais on sait ce qu’on doit au public, à soi-même.
Damon, dans l’intérêt de cette sœur qu’il aime,
Doit de ces scélérats châtier le maintien :
Car il serait blâmé de tous les gens de bien,
S’il ne punissait pas leur insolence extrême.
Ce fut une furie, aux crins plus noirs que blonds;
Qui leur pressa du pus de ses affreux tétons,
Ce sonnet qu'en secret leur cabale idolâtre.
Vous en serez punis, satiriques ingrats,
Non pas en trahison d’un sou de mort-aux-rats,
Mais de coups de bâton donnés en plein théâtre.

### Suites
On dit que, des menaces, on passa aux faits, et la mésaventure de l’ami de Racine fut racontée toujours sur les mêmes rimes, par P. Louis de Sanlecque pour faire sa cour au duc de Nevers :
Dans un coin de Paris, Boileau tremblant et blême,
Fut hier bien frotté, quoiqu’il n’en dise rien.
Voilà ce qu'a produit son style peu chrétien.
Disant du mal d'autrui, l'on s'en fait à soi-même.

## Épilogue
« L’affaire des sonnets », qui devenait une affaire de bouts-rimés, prit fin par l’intervention du grand Condé, qui déclara hautement mettre les deux poètes menacés sous sa protection.